# Randia hondensis
Randia hondensis är en måreväxtart som beskrevs av Gustav Karl Wilhelm Hermann Karsten. Randia hondensis ingår i släktet Randia och familjen måreväxter. Inga underarter finns listade i Catalogue of Life.